# Mitarbeiterzufriedenheit
Um Mitarbeiterzufriedenheit handelt es sich in der Betriebswirtschaftslehre und in der Arbeitspsychologie, wenn die Erwartungen der Mitarbeiter vollständig erfüllt werden. Mitarbeiterzufriedenheit ist die Zufriedenheit mit einem gegebenen betrieblichen Arbeitsverhältnis. Die Mitarbeiterzufriedenheit ist umso größer, je geringer die Diskrepanz zwischen den erwarteten (Sollwert) und den tatsächlichen Arbeitsbedingungen (Istwert) ist.
Die Mitarbeiterzufriedenheit betrifft die Einstellung eines Mitarbeiters zur Arbeitsumgebung, zum Betriebsklima, zu Vorgesetzten und zu den Umweltzuständen. Es wird davon ausgegangen, dass Mitarbeiterzufriedenheit organisationales Commitment gegenüber dem Unternehmen und seinen Unternehmenszielen fördert und damit direkte Wirkungen auf die Leistungsbereitschaft und Leistungsmotivation der Mitarbeiter verbunden sind.

## Einflussfaktoren
Auf die Mitarbeiterzufriedenheit wirken als Einflussfaktoren insbesondere Arbeitsbelastung, Arbeitsentgelt, Arbeitskurve, Arbeitsleid, Arbeitsmotivation, Arbeitsschwere, Arbeitsschutz, Arbeitssicherheit, Arbeitsumgebung, Betriebsklima, Führungsstil, Involvement und der Leistungsdruck, die Leistungsziele zu erfüllen. Mitarbeiterzufriedenheit sind relativ überdauernde Einstellungen einer Arbeitskraft gegenüber verschiedenen Aspekten der Arbeitssituation wie etwa der Arbeitsaufgabe, der Rahmenbedingungen der Arbeit, der sozialen Beziehungen am Arbeitsplatz (insbesondere der Vorgesetzten-Mitarbeiter-Beziehung) oder der Karriere- und Personalentwicklungsmöglichkeiten.
Die Zufriedenheit der Mitarbeiter steigt, wenn sie von den Führungskräften geachtet werden (Respekt) und wenn sie mitbestimmen dürfen, etwa im Rahmen der Mitbestimmung.    

## Geschichte
Das Konstrukt Mitarbeiterzufriedenheit wird in der Forschung aus psychologischer und betriebswirtschaftlicher Perspektive untersucht. Ein Überblick über die zentralen Arbeiten über Mitarbeiterzufriedenheit können unter anderem folgenden Arbeiten entnommen werden: Fischer (1991), Neuberger (1974) oder Stock-Homburg (2009).

## Messung
Der Soziologe Günter Wiswede stellte 1980 im Rahmen der Zufriedenheitsmessung folgende Gleichung auf, wobei die Zufriedenheit {\displaystyle Z} das Ergebnis der Gegenüberstellung vom bisher Erreichten {\displaystyle E_{i}} zum noch zu Erstrebendem {\displaystyle E_{s}} ist:
{\displaystyle Z={\frac {E_{i}}{E_{s}}}}.
Zufriedenheit ist also die Gegenüberstellung von Istwerten und Sollwerten im Hinblick auf einen bestimmten Sachverhalt. Bei der Mitarbeiterzufriedenheit werden die erreichten Istwerte dem angestrebten Sollwert (Erwartungen der Mitarbeiter) im Rahmen eines Soll-Ist-Vergleichs gegenübergestellt. Das Ergebnis ist ein Index.  
Gemessen wird Mitarbeiterzufriedenheit durch Mitarbeiterbefragung und 360-Grad-Feedback oder indirekt über die Messgrößen Mitarbeiterfluktuation, Kündigungsrate, Krankenstand, Fehltage oder Fehlerrate. Sie ist auch abzulesen an der Unternehmenskultur, dem Kommunikations- und Führungsstil, und natürlich am Unternehmenserfolg.

## Zufriedenheitsgrad
Der Zufriedenheitsgrad {\displaystyle ZG} ist eine Kennzahl, welche die tatsächlich erreichten Istwerte {\displaystyle I} den Erwartungen (Sollwerte) {\displaystyle E} gegenüberstellt:
{\displaystyle Z={\frac {E_{i}}{E_{s}}}}.
Formal ist der Zufriedenheitsgrad mit dem Zielerreichungsgrad identisch. Liegt der Zufriedenheitsgrad bei 100 %, wurden sämtliche Erwartungen erfüllt, bei 0 % ist völlige Unzufriedenheit vorhanden. Zufriedenheitsgrade von über 80 % drücken hohe Zufriedenheit aus, während bei Zufriedenheitsgraden von unter 50 % von Unzufriedenheit gesprochen werden muss. Hohe Zufriedenheitsgrade sind die Voraussetzung dafür, dass die Arbeitsleistung (Arbeitszufriedenheit), Mitarbeiterleistung (Mitarbeiterzufriedenheit) oder Güternachfrage (Kundenzufriedenheit) stabil bleiben oder steigen.
Analog zu der aus dem Arbeitsstudium bekannten Normalleistung wird den Mitarbeitererwartungen eine Mitarbeiterleistung gegenübergestellt, die von den Mitarbeitern „normale“ Anstrengungen abverlangt. Ein Zufriedenheitsgrad von mindestens 80 % kann als untere Normalleistung anerkannt werden. Der Zufriedenheitsgrad kann durch eine Mitarbeiterbefragung ermittelt werden und liefert Hinweise über die Mitarbeiterbindung und die künftige Personalentwicklung.

## Unternehmenspraxis
Um mögliche Fehlinterpretationen des Begriffs Mitarbeiterzufriedenheit zu vermeiden, gehen Unternehmen bei Befragungen dazu über, nicht mehr vom  Mitarbeiterzufriedenheitsindex (MZI) zu sprechen, sondern bevorzugen den Mitarbeiterengagementindex (MEI). Diese Befragung ist die Ist-Aufnahme der aktuellen Zufriedenheitssituation. Unzufriedenheit liegt unter anderem vor, wenn keine Karriereaussichten bestehen, schlechte Führungskräfte vorhanden sind, die Unternehmenspolitik nicht transparent kommuniziert wird oder Mitarbeiter die innere Kündigung ausgesprochen haben.

### Arbeits- und Organisationspsychologie
In der Psychologie insbesondere in der Arbeitspsychologie und Organisationspsychologie wird die Mitarbeiterzufriedenheit seit den 1970er Jahren u. a. durch Agnes Bruggemann analysiert (für einen detaillierten Einblick in die Entwicklung der Mitarbeiterzufriedenheit in der Psychologie siehe Arbeitszufriedenheit).

### Marketing, Personal- und Organisationsforschung
In der Betriebswirtschaftslehre wurde die Mitarbeiterzufriedenheit insbesondere in den Bereichen Marketing, Personal- und Organisationsforschung untersucht. In diesen Forschungsbereichen werden primär die Auswirkungen der Mitarbeiterzufriedenheit auf unternehmensbezogene Einstellungen bzw. Verhaltensweisen der Mitarbeiter und die Verhaltensweisen der Mitarbeiter im Kundenkontakt untersucht. In verschiedenen Studien konnte nachgewiesen werden, dass die Mitarbeiterzufriedenheit einen positiven Einfluss auf folgende Faktoren hat:
- das organisationale Commitment der Mitarbeiter,[18]
- das Involvement der Mitarbeiter,[19]
- das Organizational Citizenship Behaviour der Mitarbeiter,[20]
- die kundenbezogenen Einstellungen,[21][22][23]
- das Verhalten der Mitarbeiter gegenüber den Kunden,[23][24]
- die Leistung der Mitarbeiter,[25]
- die Kundenzufriedenheit[8].

Lediglich bei der Fluktuation der Mitarbeiter in Bezug auf die Mitarbeiterzufriedenheit konnte ein negativer Einfluss ermittelt werden.

## Abgrenzung
Die Arbeitszufriedenheit betrifft sämtliche Mitglieder einer Organisation, also auch die Zufriedenheit des Unternehmers mit seiner Unternehmerleistung und des Managements über die Erfüllung der Führungsziele, während die Mitarbeiterzufriedenheit auf Mitarbeiter beschränkt ist.